# مکالمه راه دور

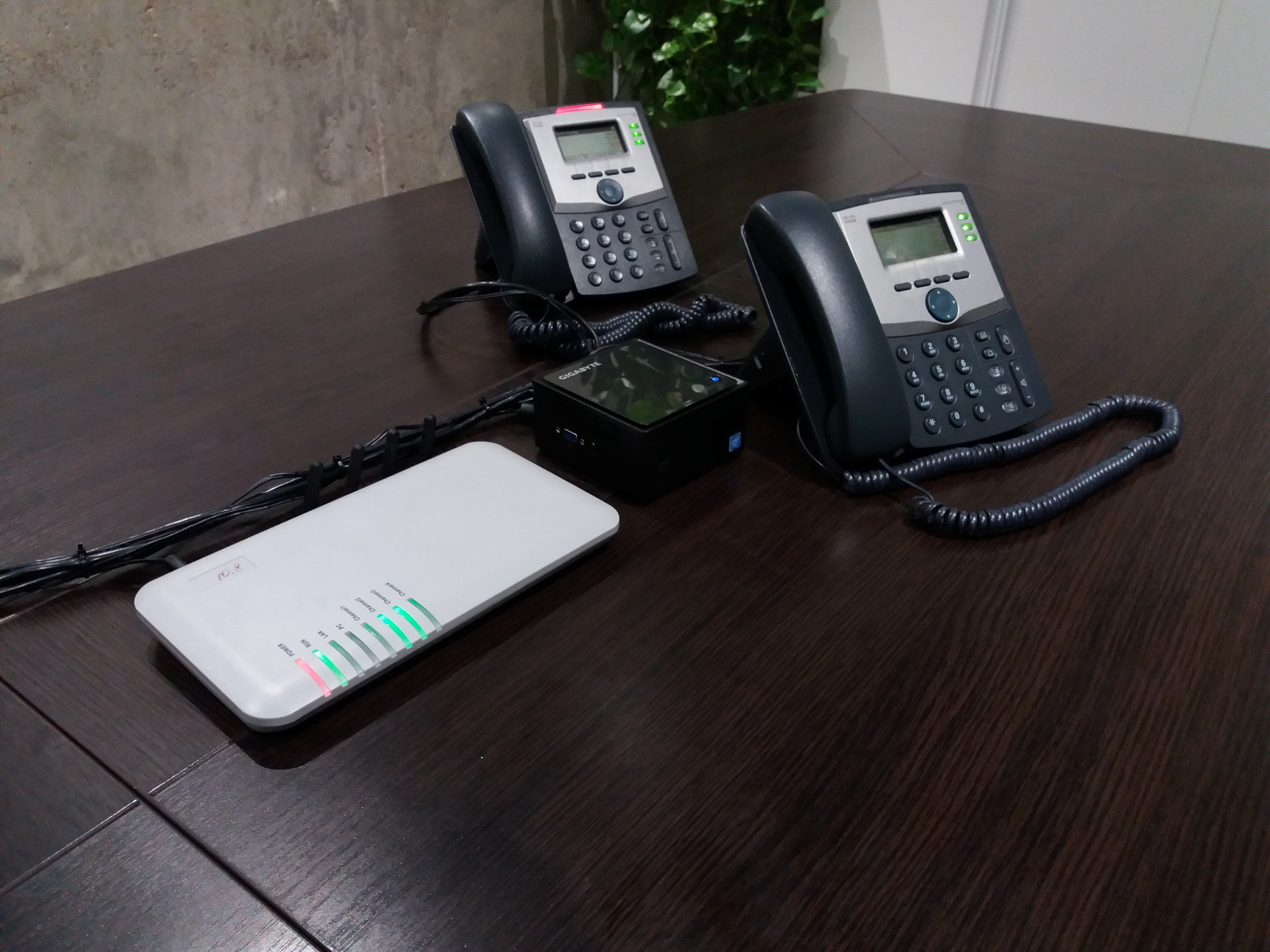
نمونه ای از تلفن (ساده ترین راه هنوز مورد استفاده)

مکالمه راه دور (به انگلیسی: Telephony) شاخه‌ای از فناوری است که به توسعه، کاربرد و به کار گیری سرویس‌های مخابراتی، به منظور انتقال الکتریکی صدا، فکس، یا داده، بین دو طرفینی که در فاصله دوری از هم قرار دارند، می‌پردازد. تاریخچه مکالمه راه دور پیوند نزدیکی با ابداع و توسعه تلفن دارد.
مکالمه راه دور غالباً اشاره به ساخت و ساز یا بهره‌برداری از تلفن‌ها و سایر سیستم‌های مکالمه راه دور دارد که در آنها از تجهیزاتی تلفنی به منظور انتقال مکالمات یا دیگر انواع صوت بین دو نقطه استفاده می‌شود، چه این دو نقطه با سیم به هم متصل شده باشند و چه از رسانه دیگری برای برقراری ارتباط استفاده کنند. این اصطلاح غالباً اشاره به سخت‌افزار رایانه، نرم‌افزار، و سیستم‌های شبکه‌ای رایانه‌ای دارد که وظایف سنتی تلفن‌ها را انجام می‌دهند.